# جدجد متساوي
جدجد متساوي (الاسم العلمي:Gryllus parilis) هو نوع من الحشرات يتبع جنس الجدجد من فصيلة الجداجد الحقيقية.